# Tar (группа)
Tar (с англ. — «смола; дёготь; гудрон») — американская постхардкор-группа, образованная в 1988 году в Чикаго. За свою карьеру они выпустили четыре студийных альбома, два мини-альбома и несколько синглов, прежде чем распались в 1995 году. Они были известны своим сухим чувством юмора.

## История
Предшественником Tar была хардкор-панк-группа Blatant Dissent, которая образовалась в Де-Калбе, штат Иллинойс, где вокалист/гитарист Джон Мор и барабанщик Майк Гринлис учились в Университете Северного Иллинойса. К Мору и Гринлису в Tar присоединились оригинальный басист Тим Мешер (только до 1991 года, который также играл в Snailboy), басист Том Залуцкий и гитарист Марк Заблоцкий. Залуцкий и Мор играли на уникальных инструментах, изготовленных из алюминия и разработанных Яном Шнеллером из Specimen Products.
Группа выпустила альбомы на лейблах Amphetamine Reptile и Touch and Go Records, прежде чем распалась в 1995 году. Группа гастролировала по стране и за рубежом с такими группами, как Jawbox, Arcwelder и The Jesus Lizard. В 1994 году группа приняла решение о роспуске после выпуска одного последнего альбома. Over and Out был написан и записан в течение полутора лет, спродюсирован группой и записан Стивом Альбини и Бобом Уэстоном и выпущен в 1995 году.
Tar воссоединились для одноразового выступления на фестивале PRF BBQ 2012 в Чикаго, а позднее в том же году, в качестве разогрева для Shellac в Lincoln hall в Чикаго. В 2013 году сборник на двух виниловых дисках под названием 1988-1995 был выпущен на Chunklet Magazine ограниченным тиражом в 150 копий золотого цвета, которые включали карты загрузки. Группа воссоединилась вновь в 2017 году, чтобы выступить на фестивале All Tomorrow's Impeachments.
В марте 2024 года Мор и Гринлис объявили, что дебютный альбом их новой группы Deep Tunnel Project выйдет в том же году на лейбле Comedy Minus One. В состав Deep Tunnel Project также входят Тим Мидьетт из Silkworm и Джефф Дин из Heavy Seas.

## Характеристики
Стиль
Tar была частью чикагской андеграундной сцены конца 80-х и начала 90-х годов, и играла яростную смесь абразивного нойз-рока и постхардкора, черпая вдохновение из местных эталонов, таких как Big Black и Naked Raygun. Однако на них также повлияли винтажные панк-группы, такие как Sex Pistols, The Stooges и New York Dolls; плюс, по мере развития, их часто сравнивали с более металлическими и шумными Helmet и The Jesus Lizard.

## Дискография
Студийные альбомы
- Roundhouse (Amphetamine Reptile Records, 1990)
- Jackson (Amphetamine Reptile Records, 1991)
- Toast (Touch and Go Records, 1993)
- Over and Out (Touch and Go Records, 1995)

Сборники
- 1988-1995 (Chunklet Magazine, 2013)

Мини-альбомы
- Handsome (Amphetamine Reptile Records, 1989)
- Clincher (Touch and Go Records, 1993)

Синглы
- "Play to Win" b/w "Mel's" (No Blow Records, 1988, NBLW01)
- "Flow Plow" b/w "Hand" (Amphetamine Reptile Records, 1989, SCALE25)
- "Solution 8" b/w "Non-Alignment Pact" (Amphetamine Reptile Records, 1991, ARR153)
- "Static" split 7-inch with Jawbox (Touch and Go Records/ Dischord Records, 1992, DIS 77.7/TG113.3)
- "Teetering" b/w "The In Crowd" (Touch and Go Records, 1992, TG104)
- "Feel This" b/w "Hell's Bells" (Chunklet Magazine, 2012, CHK7-001)